# Real (álbum de Ivy Queen)
Real es el nombre del cuarto álbum de estudio de la cantante puertorriqueña Ivy Queen. Publicado el 16 de noviembre de 2004 bajo los sellos discográficos Perfect Image y Universal Music Latino. Contiene el sencillo «Chika Ideal» y colaboraciones con Gran Omar, Héctor el Bambino, Fat Joe, Mikey Perfecto, La India y el dúo Getto y Gastam.

## Lista de canciones
| N.º | Título                                          | Escritor(es)                                     | Producer(s)                 | Duración |  |
| 1.  | «Intro»                                         | Martha Ivelisse Pesante                          | Diesel                      | 1:42     |  |
| 2.  | «Chika Ideal»                                   | Pesante                                          | Rafi Mercenario             | 3:01     |  |
| 3.  | «Soldados»                                      | Pesante, Kasseem Dean                            | Swizz Beatz                 | 3:13     |  |
| 4.  | «Matando» (con Gran Omar)                       | Pesante, Omar Navarro                            | Rafi Mercenario, Monserrate | 2:41     |  |
| 5.  | «Dale Volumen»                                  | Pesante                                          | Ecko                        | 2:25     |  |
| 6.  | «Rociarlos» (con Héctor el Bambino y Gran Omar) | Pesante, Navarro, Héctor Delgado Román           | Rafi Mercenario             | 3:31     |  |
| 7.  | «Dile»                                          | Pesante                                          | DJ Nelson                   | 3:46     |  |
| 8.  | «Mi Barrio»                                     | Pesante                                          | Ecko                        | 3:08     |  |
| 9.  | «Entiende»                                      | Pesante                                          | DJ Blass                    | 3:13     |  |
| 10. | «Dee Jay»                                       | Pesante, Navarro                                 | Rafi Mercenario             | 3:30     |  |
| 11. | «Quítate Two» (con Fat Joe)                     | Pesante, Joseph Antonio Cartagena                | Ecko                        | 2:52     |  |
| 12. | «Mi Situación»                                  | Pesante                                          | Rafi Mercenario             | 3:14     |  |
| 13. | «Acércate» (con Mikey Perfecto)                 | Pesante, Mikey Perfecto                          | DJ Nelson                   | 3:01     |  |
| 14. | «Ángel Caído»                                   | Pesante                                          | Dennis Nieves               | 2:21     |  |
| 15. | «Tócame» (con La India)                         | Pesante, Linda Viera Caballero                   | Diesel                      | 3:38     |  |
| 16. | «Baila Así» (featuring Gran Omar)               | Pesante, Navarro                                 | Gran Omar                   | 2:48     |  |
| 17. | «Vas A Morir» (con Getto y Gastam)              | Pesante, Vicente Gaztambide, Raul Antonio Lozada | Ecko & Diesel               | 4:13     |  |
| 18. | «Rebulera»                                      | Pesante                                          | Rafi Mercenario, Noriega    | 3:00     |  |
| 19. | «Ángel Caído» (Versión Acústico)                | Pesante                                          | Dennis Nieves               | 2:26     |  |

## Posiciones
| País (2004–2005)                   | Posición |
| ---------------------------------- | -------- |
| EU Top Latin Albums (Billboard)    | 25       |
| EU Tropical Albums (Billboard)     | 6        |
| EU Reggae Albums (Billboard)       | 4        |
| EU Latin Rhythm Albums (Billboard) | 19       |

## Historial de lanzamiento
| País           | Fecha                    | Formato                           | Edición  | Discográfica                           | Ref.  |
| -------------- | ------------------------ | --------------------------------- | -------- | -------------------------------------- | ----- |
| Mundo          | 16 de noviembre de 2004  | Descarga digital · Disco compacto | Estándar | Universal Music Latino · Perfect Image | [ 1 ] |
| Mundo          | 16 de noviembre de 2004  | Descarga digital · Disco compacto | Clean    | Universal Music Latino · Perfect Image | [ 8 ] |
| Estados Unidos | 25 de septiembre de 2007 | Disco compacto                    | Estándar | Machete Music                          | [ 9 ] |